# 항응고제
항응고제(抗凝固劑, 영어: anticoagulant)는 혈액 응고를 방지하거나 감소시켜 응고 시간을 연장시키는 화학 물질이다. 항응고제 중 일부는 거머리나 모기와 같은 흡혈동물들에서 자연적으로 생성되며, 물린 부위가 흡혈 동물이 피를 얻을 수 있을 만큼 충분히 응고되지 않도록 유지하는 데 도움을 준다. 의약품의 한 종류로서의 항응고제는 혈전증 치료에 사용된다.

## 항응고제
항응고제(抗凝固劑)는 혈액의 응고를 억제하거나 지연하는 약물로 헤파린, 쿠마린, 와파린 따위가 있다.

## 같이 보기
- 혈액 응고